# Eosopostega
Eosopostega là một chi bướm đêm thuộc họ Opostegidae.

## Các loài
- Eosopostega armigera Puplesis & Robinson, 1999
- Eosopostega issikii D.R. Davis, 1988